# Pirén
A pirén lapos policiklusos aromás szénhidrogén (PAH) 4 kondenzált benzolgyűrűvel. Képlete C16H10. E sárgászöld szilárd anyag a legkisebb perikondenzált (1-nél több oldalon kondenzált gyűrűs) PAH. A pirén szerves vegyületek részleges égésekor keletkezik.

## Előfordulás, tulajdonságok
A pirént először kőszénkátrányból izolálták, ahol 2 tömegszázalékig fordul elő. Perikondenzált PAH-ként sokkal jobban rezonanciastabilizált az 5 tagú gyűrűs izomerjénél, a fluoranténnél. Így sok égés mellékterméke. Az autók átlagosan mintegy 1 μg-ot termelnek kilométerenként.

### Reakciók
Kromáttal való oxidációjakor perinaftenon, majd naftalin-1,4,5,8-tetrakarbonsav keletkezik. Számos hidrogénezésre képes, és eltérő szelektivitással hajlamos halogénezésre, Diels–Alder-reakciókra és nitrálásra.  Az egyik 3-as szénatomon brómozható.
Nátriummal redukálva gyökaniont ad. Ebből sok π-arénkomplex állítható elő.

### Fotofizika
Pirénből és származékaiból festékek és festékprekurzorok, például piranin és naftalin-1,4,5,8-tetrakarbonsav állíthatók elő. Erős UV-Vis-abszorpciója van három 330 nm-nél lévő sávnál diklórmetánban. Az emisszió az abszorpcióhoz közel van, de 375 nm-nél. A jelek oldószerenként eltérnek. Származékaik is hasznos molekuláris indikátorok fluoreszcenciaspektroszkópiához, nagy kvantumhozamuk és hosszú életük (0,65, illetve 410 ns etanolban 293 K-en). A pirén volt az első molekula, melynél excimereket figyeltek meg. Ez az excimer 450 nm-nél jelenik meg. Theodor Förster számolt be róla 1954-ben.

## Alkalmazások
A pirén fluoreszcencia-emissziós spektruma érzékeny az oldószer polaritására, így a pirén használható oldószerkörnyezetek meghatározására, mivel a gerjesztett állapota az alapállapottal szemben nem síkalkatú. Egyes emissziós sávok érintetlenek, mások intenzitása eltér az oldószerrel való kölcsönhatás ereje miatt.

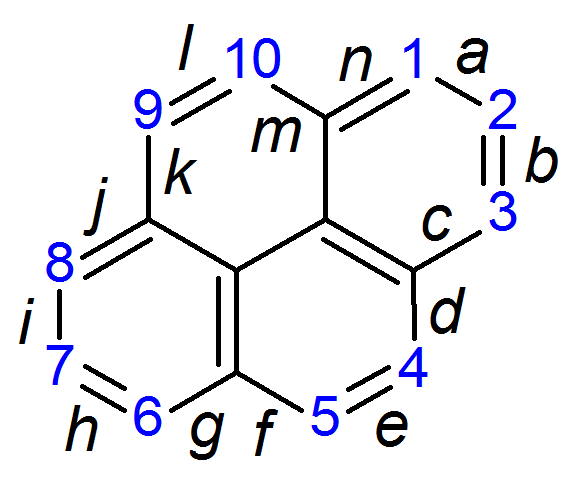
A pirén atomjainak és kondenzált gyűrűinek számozása

A pirének erős elektrondonorok, és számos anyaggal együtt elektrondonor-akceptor rendszert alkotnak, melyek energiaátalakításra és fényfelhasználásra használhatók.

## Biztonsági, környezeti tényezők
Bár a benzopiréneknél kevésbé mérgező, állatkísérletek szerint a pirén mérgező a vesékre és a májra. A pirén a halak és az algák életműködéseit befolyásolja.
Biológiai bomlását nagymértékben vizsgálták. Ez két CH=CH kötés hidroxilezésével kezdődik. Sertéskísérletek alapján az 1-hidroxipirén a szájon át adott pirén metabolitja.